# Utterby
Utterby est une paroisse civile et un village du Lincolnshire, en Angleterre.